# Abcoudermeer
Het Abcoudermeer is een klein meer nabij Abcoude, gemeente De Ronde Venen. Het meer ligt ten zuiden van Amsterdam-Zuidoost en ten noorden van Abcoude. Het meer wordt begrensd van noord naar zuid door de Holendrechterweg en de Amsterdamsestraatweg en van oost naar west door de Abcouderstraatweg en de Voetangelweg. In het meer mondt de Angstel uit en begint de Holendrecht. De noordoever van het Abcoudermeer vormt de grens tussen de provincies Utrecht en Noord-Holland. Het meer behoort bij het waterschap Amstel, Gooi en Vecht. Het Abcoudermeer is maximaal 4 meter diep. Het meer is vernoemd naar Abcoude waar het dicht bij ligt.
Het meer heeft een recreatieve waarde. In de zomer kan er gezwommen worden en in koude winters kan er worden geschaatst.
Enkele jaren geleden is de zuidoever gerenoveerd en voor eenieder toegankelijk gemaakt. Tot die tijd maakte het grootste deel van de zuidoever deel uit van het Meerbad. Hierbij was een deel van het meer afgezet en fungeerde als openluchtzwembad tegen betaling. Er was een ballenlijn waar de bodem heel geleidelijk afloopt. Tegenwoordig is deze afzetting verdwenen en is het gehele Abcoudermeer vrij toegankelijk voor de recreanten. Aan de kade bevindt zich een fiets en voetpad met een drietal zitbanken. Het ondiepe gedeelte van het meer met een rotsachtige bodem is afgescheiden door een tweetal rijen dukdalfen, deels onder water, waarna het diepe gedeelte wordt bereikt. Het binnenzwembad is in 2016 eveneens gesloten en de bezoekers werden verwezen naar het binnenzwembad in Mijdrecht. Sinds 2021 beschikt Abcoude weer over een eigen zwembad, maar nu vlak naast het station.

## Geschiedenis
Het meer wordt rond 1300 genoemd onder de gebiedsbezittingen van het kapittel Sint-Pieter in Utrecht.
Er wordt gezegd dat het meer zou zijn ontstaan bij een doorbraak van de Zuiderzee rond 1400 v.Chr., waarbij ook het het Naardermeer zou zijn ontstaan. Anderen menen dat het meer zich pas na ontginning in de 11de eeuw zou hebben gevormd. In de middeleeuwen bevond zich ten noorden van het meer het Reyghersbosch.
In 1619 kwam de noordelijke helft van het meer in handen van de gemeente Amsterdam en sinds 1631 ook de zuidelijke helft, zij het in erfpacht.
Na de opheffing van het kapittel Sint-Pieter zijn diverse particulieren eigendom van het zuidelijk deel van het meer geweest, tot Amsterdam in 1904 ook dit deel wist te verwerven. Door optreden van de Gezondheidscommissie te Loenen werden de plannen van de stad Amsterdam, om een vuilstortplaats van het meer te maken, voorkomen. In de jaren veertig van de twintigste eeuw waren er plannen om het meer droog te leggen in het kader van werkverruimende middelen.

## Erf
De Zuidoever is sinds de jaren negentig herontwikkeld en er verschenen zes paviljoens met in totaal 45 appartementen op het voormalige buitenterrein van het zwembad. Het terrein is nu eigendom van de Stichting Erf Abcoudermeer en is niet openbaar toegankelijk. Wel is er een langzaam-verkeersverbinding met de aangrenzende wijk Koningsvaren waardoor voetgangers en fietsers van deze wijk gebruik kunnen maken van het Erf om te komen en te gaan naar de Nieuwe Amsterdamseweg.